# Krakatoa à l'est de Java
Pour les articles homonymes, voir Krakatoa (homonymie).
Pour plus de détails, voir Fiche technique et Distribution.
Krakatoa à l'est de Java (titre original : Krakatoa: East of Java) est un film catastrophe américain réalisé par Bernard L. Kowalski, sorti en 1968.

## Synopsis
L'histoire raconte un événement lié à l'éruption grandiose du Krakatoa en Indonésie en 1883. Le capitaine Hanson part à la recherche de perles que possédait le mari de son amante Laura. Celui-ci a sombré près de Krakatoa. Il s'agit de plonger pour récupérer les perles dans le coffre-fort de l'épave du navire. Divers évènements météorologiques et maritimes avertissent que le volcan va entrer en action. Mais le capitaine persévère dans son projet. Arrivés au lieu du naufrage, tout ne se passe pas comme prévu, une mutinerie met en danger l'ensemble de l'équipage, mais le capitaine parvient à rétablir la situation. Cependant le coffre-fort remonté de l'épave ne contient pas de perles, juste quelques documents parmi lesquels une lettre du fils de Laura qui indique qu'il est élevé par des religieuses dans un bourg de l'île. L'éruption commence alors et le capitaine se fraie un chemin jusqu'au bourg dévasté dont les habitants se sont enfuis sur des navires de fortune. C'est alors que le navire croise la route d'une jonque en perdition : justement celle qui emporte les enfants de l'école des religieuses. Hanson recueille tout le monde à bord, et dans les effets de l'école, un coffre avec les perles convoitées. Les membres de l'expédition reçoivent chacun sa part, et certains décident de revenir à terre, tandis que le capitaine prépare son navire au tsunami qui va suivre l'éruption. Le tsunami détruit la ville à terre, mais le navire passe au travers de l'énorme vague. C'est ainsi que ceux qui ont fait confiance au capitaine Hanson se dirigent vers Java, survivants de la catastrophe.

## Fiche technique
- Titre original : Krakatoa: East of Java
- Titre français : Krakatoa à l'est de Java
- Réalisation : Bernard L. Kowalski
- Scénario : Cliff Gould et Bernard Gordon
- Photographie : Manuel Berenguer (de)
- Musique : Frank De Vol
- Montage : Warren Low, Walter Hannemann et Maurice Rootes
- Pays d'origine :  États-Unis
- Format : couleurs - 2,20:1
- Genre : film catastrophe
- Date de sortie :
  - Suède : 26 décembre 1968[1]
  - France : 31 janvier 1969[2]
  - États-Unis : 14 mai 1969

## Distribution
- Maximilian Schell (VF : Denis Savignat) : le capitaine Hanson
- Diane Baker : Laura
- Brian Keith  (VF : Claude Bertrand) : Connerly
- Barbara Werle (en) : Charley
- Sal Mineo (VF : Claude Mercutio) : Leoncavallo
- Rossano Brazzi  (VF : William Sabatier) : Giovanni
- John Leyton : Rigby
- J.D. Cannon  (VF : Marcel Bozzuffi) : Danzig
- Marc Lawrence : Jacobs
- Niall MacGinnis  (VF : Jean-Henri Chambois) : le capitaine du port
- Geoffrey Holder : un marin

## Autour du film
Le film se déroule dans le contexte de la célèbre éruption volcanique survenue en août 1883 qui a causé la quasi destruction de l'archipel de Krakatoa, engendré une puissante lame de fond et entrainé la mort de près de 36 000 personnes. Contrairement à ce qu'indique le titre, l'ile de Krakatoa est située à l'ouest de Java.
Krakatoa à l'est de Java appartient à la catégorie des films catastrophe et précède de peu les grands succès que le genre connaitra durant les années 1970, comme L'Aventure du Poséidon,  Tremblement de terre ou La Tour infernale.  À sa sortie, Krakatoa est moyennement reçu par la critique mais est en lice pour l'Oscar des meilleurs effets visuels, conçus par Eugène Lourié et Alex Weldon.